# آلسیو سابیونه
آلسیو سابیونه (انگلیسی: Alessio Sabbione؛ زادهٔ ۱۲ دسامبر ۱۹۹۱) بازیکن فوتبال اهل ایتالیا است.
از باشگاه‌هایی که در آن بازی کرده‌است می‌توان به باشگاه فوتبال کروتونه و باشگاه فوتبال کارپی اشاره کرد.